# Metal sinfônico
Metal sinfônico (português brasileiro) ou metal sinfónico (português europeu) (em inglês:  symphonic metal) é um termo usado para descrever a música heavy metal que possui elementos sinfônicos, ou seja, elementos que são ou emprestados da música clássica ou, como aconteceu com o rock progressivo, criar um estilo que lembra ela, por exemplo, vocais femininos operásticos; instrumentação que inclui violões e diferentes tipos de teclados, em vez de depender exclusivamente de guitarras elétricas; ritmo poético assimétrico como 5/4 e 7/8, e material temático clássico, além de ter caracteristicamente riffs poderosos de heavy metal.
Se referindo a bandas de outros gêneros, ele se refere a bandas que usam menores temas clássicos e operásticos na sua música semelhante ao que se encontra no gênero metal sinfônico, para mostrar que eles são mais "sinfônicos" do que outras bandas dentro de seu gênero.

## Características musicais
As principais influências musicais do metal sinfônico estão inicialmente no gothic metal e música clássica.
Teclados são normalmente o ponto focal da música. Enquanto outros instrumentos normalmente desempenham papéis relativamente simples, as partes de teclado podem ser muito complexas e tecnicamente desafiadoras, muitas vezes, tocada em uma grande variedade de estilos clássicos e emulando até nada e incluindo arranjos orquestrais completos. Uma orquestra real é às vezes utilizada, tanto ao vivo quanto em estúdio, com efeitos semelhantes.
É mais difícil generalizar sobre o trabalho de guitarra e baixo encontrados neste estilo. Tal como acontece com o gothic metal, muitas vezes isso pode ser descrito como uma síntese de outros estilos de rock e metal, com elementos de black metal, death metal, power metal e metal progressivo, sendo os mais comuns; mas ao contrário do gothic metal, elementos da música clássica estão frequentemente presentes também. Muitas dessas bandas, pelo menos, às vezes usam esses instrumentos (assim como os vocais principais) para tocar simples melodias cativantes, que fazem o metal sinfônico (junto com o power metal, que tem essa característica) um dos mais acessíveis subgêneros do metal atual.
As canções são muitas vezes altamente atmosféricas, embora mais otimistas do que as de outros subgêneros do metal; até mesmo canções com temas mórbidos rotineiramente caracterizam proeminentes fanfarras de modo maior. Particularmente central para a criação do humor e da atmosfera é a escolha dos sons do teclado.

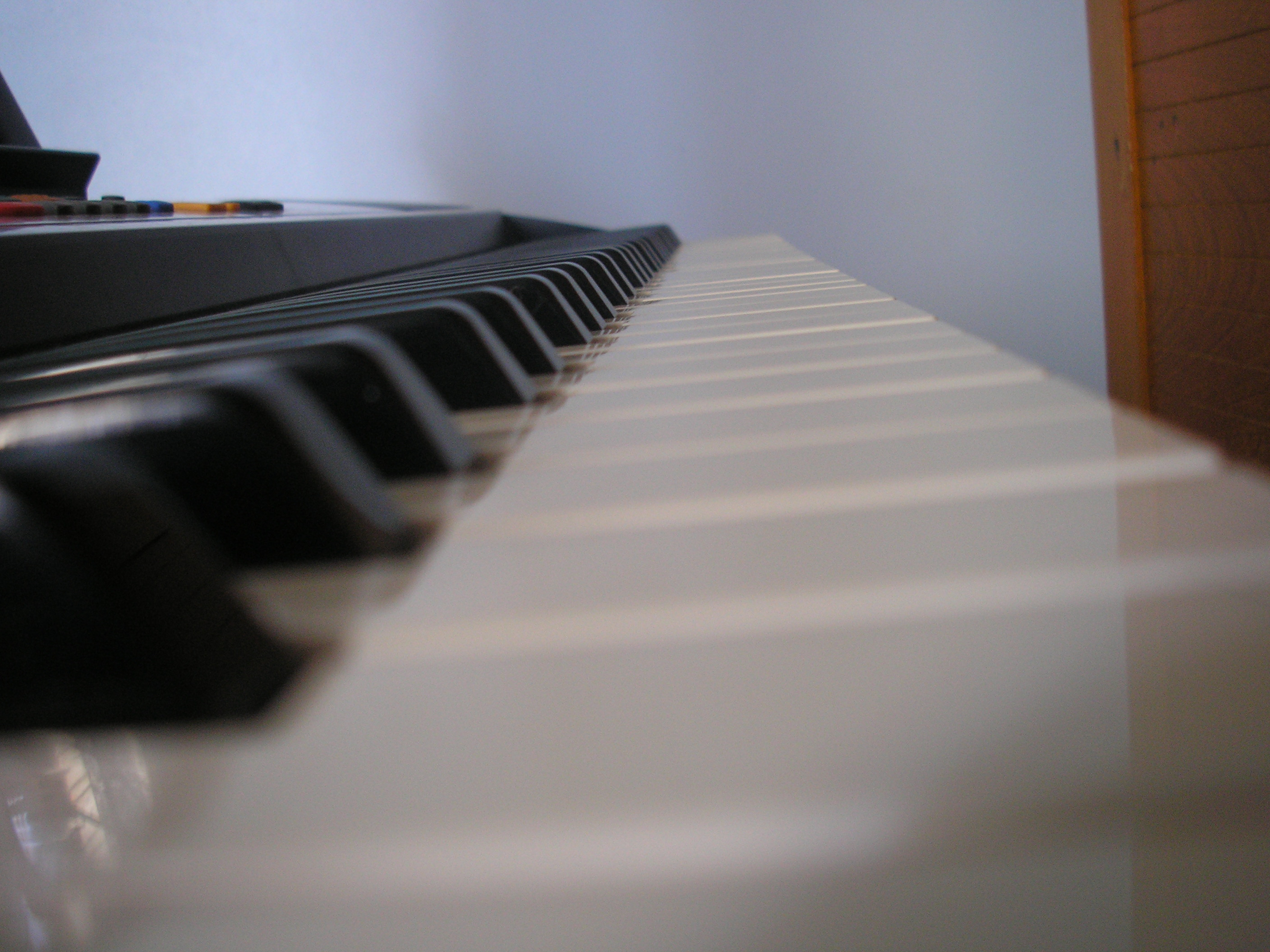
O teclado é o principal instrumento utilizado no metal sinfônico.

As letras abrangem um vasto leque de temas. Tal como acontece com duas das influências mais diferentes contrárias do metal sinfônico, power metal e ópera, fantasia e temas mitológicos são comuns. Álbuns conceituais estilados de óperas ou poemas épicos não são incomuns.
Bandas deste gênero, muitas vezes apresentam uma vocalista feminina, mais frequentemente uma soprano. Há, às vezes, um segundo, vocalista masculino, como também é comum no gothic metal. Rugidos, vocais do estilo death metal são raros, mas não desconhecidos. Até apoios adicionais e a inclusão de um coral completo é às vezes empregado. Vocalistas masculinos são mais comuns na categoria do power metal sinfônico.
Às vezes, a vocalista realiza o canto clássico com um estilo operático. Essas bandas são referidas como Metal Sinfônico Operático, por exemplo, Nightwish, (quando a vocalista era Tarja Turunen) e a banda Within Temptation com a vocalista Sharon den Adel) que já cantou com a Tarja , ou tambem com a Banda Delain (com a vocalista Charlotte Wessels). Haggard, Therion, Operatika, Dremora, Dol Ammad, Hamen, Visions of Atlantis, Aeshma Daeva. O estilo operático não está exclusivamente ligado ao metal sinfônico, ele aparece também no avant-garde metal, no metal progressivo, no gothic metal e no metal melódico.

## Origens e evolução

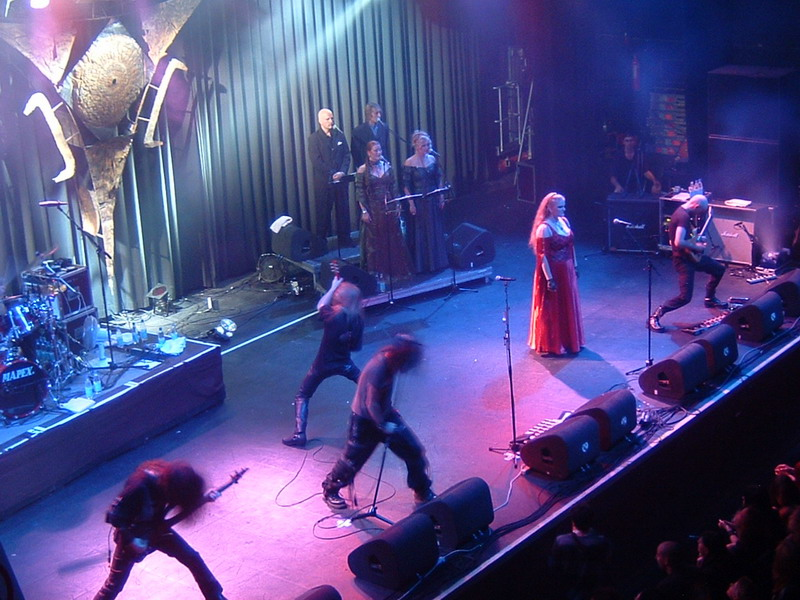
Therion foi uma das bandas que influenciaram o gênero.

As raízes do metal sinfônico são encontradas inicialmente nas bandas de death metal e gothic metal, que fazem algum uso de elementos sinfônicos em sua música. Particularmente importante foi o uso do Therion de uma orquestra ao vivo e técnicas clássicas de composição; gradualmente esses elementos se tornaram uma parte mais importante da música do Therion do que suas raízes do death metal. Outra influência-chave no início foi o álbum da banda finlandesa de metal progressivo Waltari, Yeah! Yeah! Die! Die! Death Metal Symphony in Deep C.
Haggard,  Nightwish e Within Temptation, ambas lançaram seu primeiro álbum em 1997, cada um fortemente influenciado pelo sinfônico do Therion. Within Temptation foi mais influenciado pelo gothic metal e, portanto, musicalmente mais simples do que a mais influenciada pelo power metal Nightwish, mas ambas as bandas compartilharam dois principais elementos do metal sinfônico - poderoso vocal feminino de Tarja Turunen e Sharon den Adel respectivamente, e o uso pesado do teclado influenciado classicamente.
A maioria das novas bandas de metal sinfônico apareceram ou ganharam grande atenção no início de 2000, incluindo Rain Fell Within, After Forever, Epica, e Edenbridge, todas tendo como característica teclados e vocais femininos. Power metal, com os seus temas de fantasia relativamente otimista e sons de teclado estilizados, tendeu a ser uma importante influência sobre estes grupos.
O termo "metal sinfônico" tinha por vezes sido aplicado a canções individuais ou álbuns de bandas que são principalmente de death metal, doom metal, gothic metal, power metal ou mesmo black metal. Embora este artigo tenha discutido principalmente o metal sinfônico como um subgênero distinto, é importante notar que o termo é às vezes utilizado para descrever elementos estilísticos que podem ser encontrados em praticamente qualquer sub-gênero do heavy metal.
Por qualquer definição, o metal sinfônico tende a ser popular nas mesmas regiões como os subgêneros acima mencionados, principalmente na Europa central e do norte.

## Subgêneros do metal sinfônico

### Visão geral
O termo "metal sinfônico" é usado para designar qualquer banda de metal que faz uso de elementos sinfônicos ou orquestrais; o "metal sinfônico" então não é tanto um gênero como uma designação genérica cruzada. Algumas bandas se referem a si mesmas como "metal sinfônico", especialmente Aeshma Daeva, e, provavelmente, o termo poderia ser aplicado a bandas de metal genericamente ambíguas como Epica e Therion.

### Black metal sinfônico
O black metal sinfônico tem componentes similares ao black metal melódico, mas usa teclados ou instrumentos normalmente encontrados na música sinfônica ou erudita. Pode também incluir bandas de black metal que fazem uso pesado de teclados atmosféricos na música, semelhante ao metal sinfônico ou gothic metal. Os aspectos sinfônicos deste gênero são normalmente parte integrante de uma banda e, como tal, são usados durante todo o período de uma canção.
- Bandas: Emperor, Dimmu Borgir, Limbonic Art, Carach Angren, Anorexia Nervosa.

### Gothic metal sinfônico

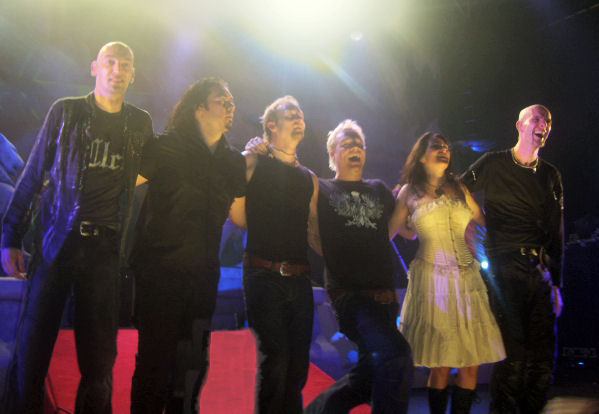
Within Temptation é uma das principais bandas de gothic metal sinfônico.

A primeira banda de metal gótico a lançar um álbum completo caracterítico de vocais "Bela e a Fera", onde os vocais de death metal são contrastados com vocais femininos limpos, foi a norueguesa Theatre of Tragedy em 1995. Outras bandas como a holandesa Within Temptation em 1996, expandiu nessa abordagem. Um álbum de estreia, Enter, foi inaugurado no ano seguinte, logo seguido por um EP, The Dance. Os dois lançamentos fizeram uso da abordagem a bela e a fera entregues pelos vocalistas Sharon den Adel e Robert Westerholt. O segundo álbum completo, Mother Earth foi lançado em 2000 e dispensou totalmente os vocais de death metal, em vez disso, "confiando unicamente na majestosa habiliadade vocal de den Adel". O álbum foi um sucesso comercial com seu primeiro single "Ice Queen" no topo das paradas na Bélgica e na sua natal Holanda. O seu terceiro álbum The Silent Force chegou em 2004 como um "projeto ambicioso apresentando uma orquestra completa e um coral de 80 vozes que acompanhou a banda". O resultado foi um sucesso comercial em toda a Europa e introduziu o "mundo das guitarras pesadas e vocais femininos" para "um público mainstream".
A marca do Within Temptation do gothic metal combina "a força da guitarra de hard rock com a varredura e a grandeza da música sinfônica". O crítico Chad Bowar da About.com descreve seu estilo como "o equilíbrio ideal" entre "a melodia e os ganchos do rock mainstream, a profundidade e a complexidade da música clássica e a borda escura do gothic metal". O sucesso comercial do Within Temptation, desde então, resultou no surgimento de um grande número de outras bandas de gothic metal com vocalistas femininas, principalmente nos Países Baixos.

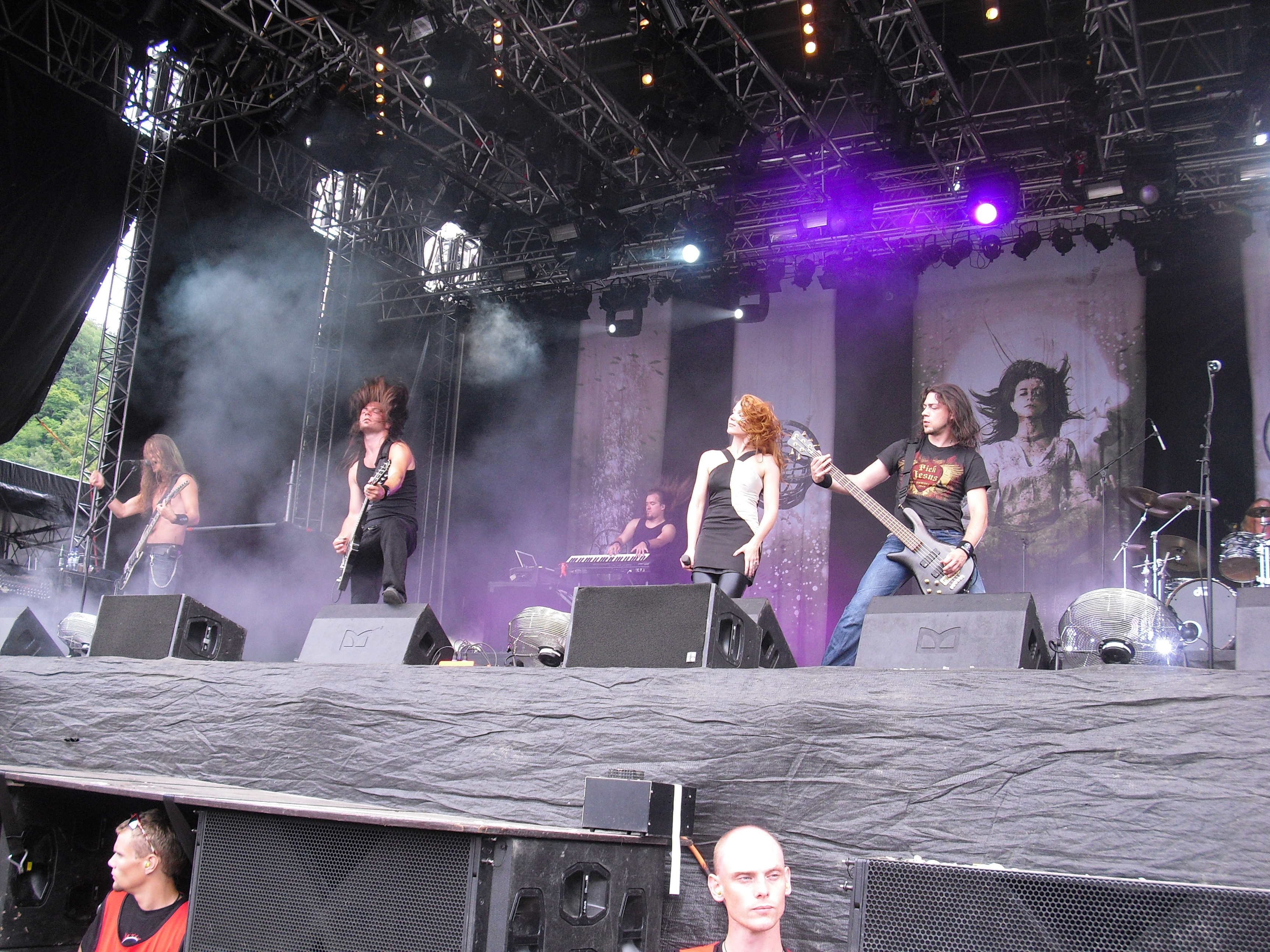
Epica, outra banda de grande popularidade do gênero.

Outra banda holandesa de gothic metal sinfônico foi After Forever. Contando com Floor Jansen nos vocais limpos e com o guitarrista e vocalista masculino  Mark Jansen que saiu do After Forever apenas alguns meses após o lançamento do segundo álbum. Jansen iria formar o Epica, outra banda que apresenta uma mistura de metal gótico e sinfônico. Um álbum de estreia, The Phantom Agony, surgiu em 2003 com a música que combina grunhidos da morte de Jansen com o "tom angelical de uma formação clássica mezzo-soprano chamada Simone Simons, mais uma fundação exuberante do power metal sinfônico". A música do Epica tem sido descrita como a combinação de "um escuro, assombrando a atmosfera gótica com música bombástica e sinfônica". Como Within Temptation e After Forever, o Epica foi conhecido por fazer uso de uma orquestra. Seu álbum de 2007, The Divine Conspiracy, foi um sucesso de vendas em seu país de origem.
Esta mistura de metal gótico e sinfônico também tem sido alcançada na direção oposta. A banda Nightwish da Finlândia começou como um ato de power metal sinfônico e introduziu elementos góticos no seu álbum de 2004, Once, particularmente no single "Nemo". Eles continuaram a misturar seu estilo de metal "bombástico, sinfônico e cinematográfico" com uma atmosfera gótica no seu próximo álbum, Dark Passion Play, em 2007. O grupo sueco Therion também introduziu elementos góticos à sua marca de metal sinfônico no seu álbum de 2007, Gothic Kabbalah.

### Power metal sinfônico

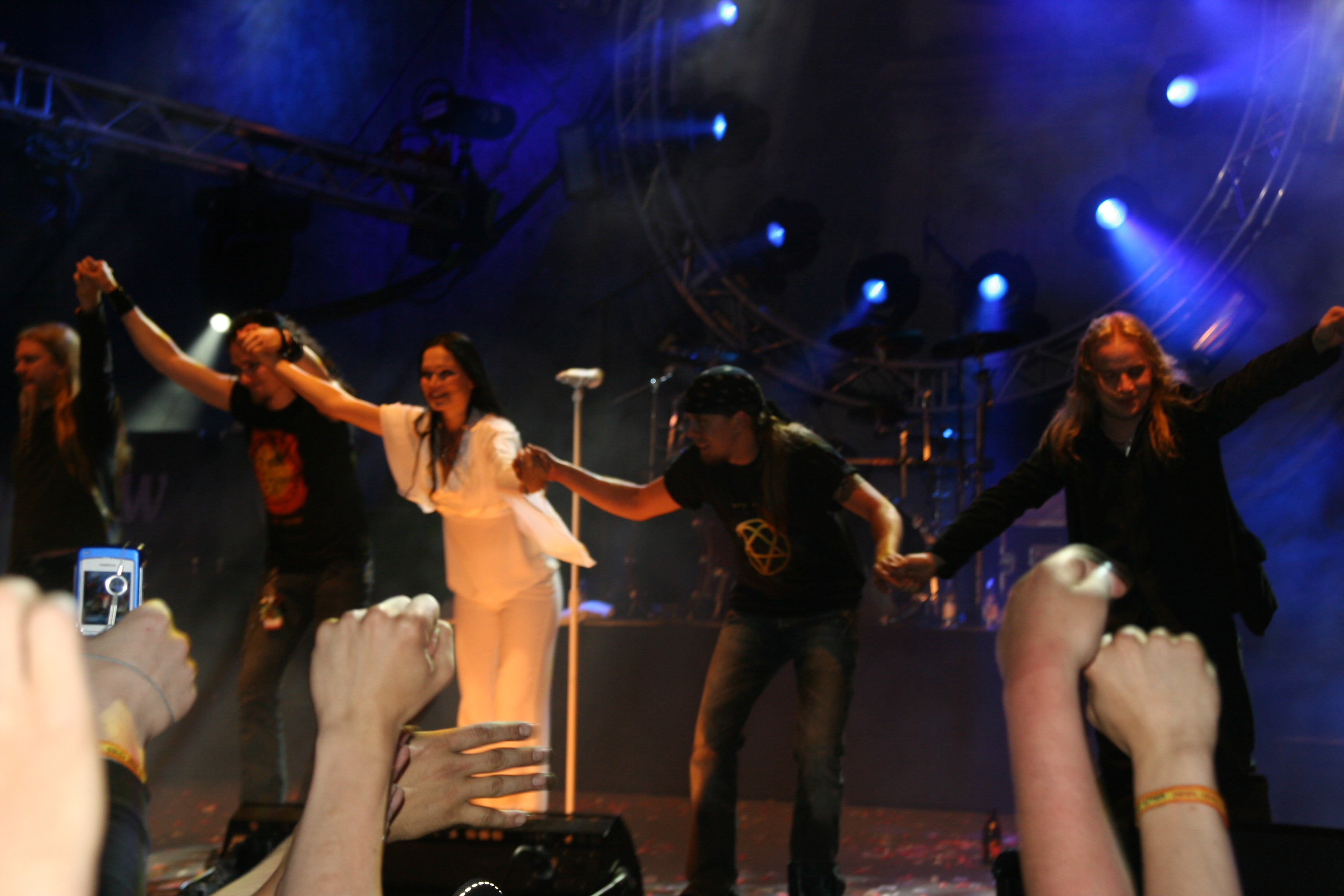
O Nightwish com a ex-vocalista Tarja Turunen, é a mais famosa banda de metal sinfônico.

O power metal sinfônico se refere a bandas de power metal que fazem uso extensivo de teclados ou instrumentos normalmente encontrados na música clássica semelhante ao metal sinfônico. Estes elementos adicionais são frequentemente usados como elementos-chave da música, quando comparados ao power metal normal, contribuindo não apenas uma cobertura extra para a música, mas uma maior variedade de som.

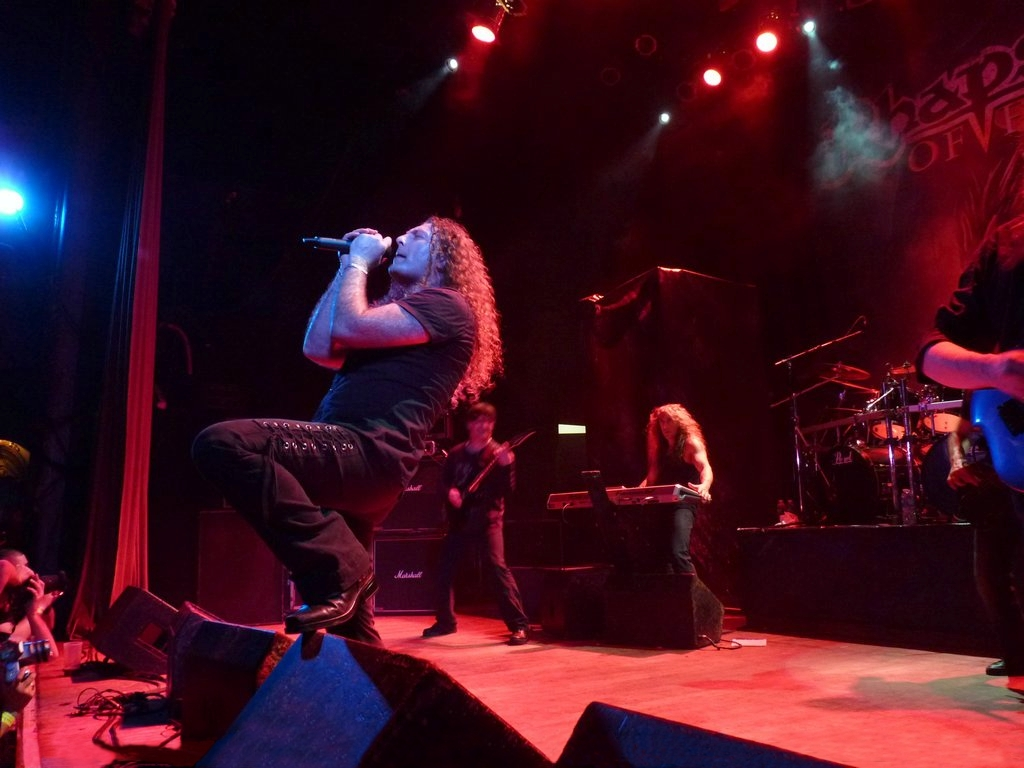
Rhapsody of Fire é considerada uma das grandes bandas de power metal sinfônico.

A banda protótipo do power metal sinfônico é o Nightwish. Canções do Nightwish que ilustram bem o gênero são "Ghost Love Score" do álbum Once e "Wishmaster" do álbum Wishmaster. Essas canções seguem o escopo épico e estendidas estruturas formais características do power metal enquanto faz uso extensivo de elementos orquestrais.
Outra banda que tem essa descrição é Rhapsody of Fire, com uma mistura de guitarras, bateria e sons extremamente grandes, incluindo, em seus últimos anos, um coro completo e uma orquestra sinfônica. Eles têm uma forte influência da música clássica antiga e especialmente a música barroca, todos os seus álbuns partem de uma saga épica em mundos de fantasia. Onde o Nightwish pode ser a banda mais popular de power metal, eles são um pouco mais orientados ao rock em sua maneira de construir as suas canções do que o Rhapsody of Fire, que se baseia em fazer álbuns com algum tipo de linha para ele e canções que soam mais como uma peça de música clássica do que uma faixa de rock.